# Дипломатична таємниця
«Дипломатична таємниця» — радянський пригодницький художній фільм 1923 року, знятий режисером Борисом Чайковським на кіностудії «Сєвзапкіно». Прем'єра відбулася 14 грудня 1923 року.

## Сюжет
За романом Льва Нікуліна «Ніяких випадковостей». У руки Алі-хана, колишнього секретаря ради міністрів вигаданої країни Гюлістан, звільненого у відставку за наполяганням англійців, випадково потрапляє документ, компрометуючий діяльність англійського посла. Дізнавшись про зникнення документа, англійський посол доручає секретарю посольства будь-якою ціною розшукати і повернути зниклий документ. Починається погоня за Алі-ханом.

## У ролях
- Євгенія Хованська — Люсі Ено
- Володимир Максимов — Гердт, секретар посольства
- Олег Фреліх — Алі-Хан, секретар ради міністрів
- Іона Таланов — Мірза Ахмед-Хан
- Іван Худолєєв — Осман, голова опозиції
- Василь Кожура — Савицький, колишній штабс-капітан
- Євген Грязнов — Жуков
- Н. Савська — Наташа, наречена Жукова
- Микола Кутузов — чиновник

## Знімальна група
- Режисер — Борис Чайковський
- Сценарист — Лев Нікулін
- Оператор — Григорій Гібер